# Мельников, Вячеслав Михайлович
Вячесла́в Миха́йлович Ме́льников (7 марта 1954, Павлово, Горьковская область, СССР) — советский футболист, полузащитник, мастер спорта СССР, российский тренер.

## Биография
Начал играть в футбол в горьковском спортинтернате. После школы работал токарем. В армии служил под Тамбовом в войсках ПВО, играл на первенство ПВО. Участвовал в финале первенства вооружённых сил СССР в Баку, после которого оказался на просмотре в ЦСКА, однако в команду не попал. После демобилизации В 1975 году Мельников выступал во второй лиге за горьковскую «Волгу». Летом того же года поступил в горьковский филиал ленинградского Института имени Лесгафта, после чего принял приглашение играть за «Зенит».
Всю карьеру в высшей лиге провёл в «Зените», в составе которого стал чемпионом СССР в 1984 году, бронзовым призёром — в 1980 году, обладателем кубка сезона 1985.
Окончил высшую школу тренеров, являлся главным тренером «Зенита» в 1992—1994 годах. Под руководством Мельникова молодёжный состав «Зенита» в 1991 году стал победителем всесоюзного турнира юношеских команд игроков 17–18 лет, а зенитовский дубль в 2002 году занял 2-е место в турнире дублёров.
В 1999—2001 годах работал начальником команды в «Зените». В 2006—2007 годах — главный тренер новокузнецкого клуба «Металлург-Кузбасс». С 16 мая по 25 сентября 2008 — главный тренер «Динамо» СПб.
С 2009 — в клубе «Коломяги».